# Fifty Flavours of Glue
Fifty Flavours of Glue es un álbum de estudio de la banda neozelandésa Tall Dwarfs, lanzado en 1998 por Flying Nun Records. Fue publicado bajo la etiqueta FN412.

## Sencillos
Gluey, Gluey and The Ear Friend fue lanzado en 1998. Incluyó el sencillo Gluey Gluey y el EP The Ear Friend.

## Videos musicales
Gluey Gluey y Fragile fueron los dos sencillos lanzados como videos musicales.

## Lista de canciones[5][6]
1. "Gluey Gluey" (2:34)
2. "The Communion" (2:03)
3. "If I Were A Piece of Shit" (1:53)
4. "Like Someone Else" (3:27)
5. "Baby" (1:41)
6. "The Fatal Flaw of the New" (3:22)
7. "The Ugly Mire of Deep Held Feelings" (2:21)
8. "Endure" (4:59)
9. "The Future See" (2:27)
10. "Just Do It!" (3:15)
11. "Mistaken: Once Again" (2:27)
12. "Fatty Fowl in Gravy Stew" (2:40)
13. "Round These Walls" (2:06)
14. "Fragile" (3:37)
15. "Totalitarian Chant of Freedom" (2:53)
16. "Smacked" (3:10)
17. "Over the Hill" (1:41)